# Salzbergen
Salzbergen település Németországban, azon belül Alsó-Szászország tartományban. Lakosainak száma 8015 fő (2023. december 31.). Salzbergen Emsbüren, Spelle, Rheine, Neuenkirchen, Wettingen és Schüttorf községekkel határos.

## Népesség
A település népességének változása:
| Lakosok száma | 7613 | 7715 | 7776 | 7806 | 7951 | 8015 |
|               | 2016 | 2017 | 2019 | 2021 | 2022 | 2023 |